# Bark, Segeberg
Bark là một đô thị ở huyện Segeberg, bang Schleswig-Holstein, Đức. Đô thị Bark, Segeberg có diện tích 20,44 km², dân số thời điểm ngày 31 tháng 12 năm 2006 là 989 người.